# Maurizio Sandro Sala
Maurizio Sandro Sala (ur. 27 sierpnia 1958 roku w São Paulo) – brazylijski kierowca wyścigowy.

## Kariera
Sandro Sala rozpoczął karierę w międzynarodowych wyścigach samochodowych w 1978 roku od gościnnych startów w Brazylijskiej Formule Ford 1600, gdzie raz zwyciężył. Dwa lata później w tej samej serii był piąty. W późniejszych latach pojawiał się także w stawce Brazylijskiej Formuły Super Vee, Formuły Ford 1600 BRDC, Mil Milhas Brasileiras, Brytyjskiej Formuły Ford 2000, Brytyjskiej Formuły 3, SAAB Turbo Challenge, Grand Prix Monako Formuły 3, Grand Prix Makau, Europejskiego Pucharu Formuły 3, World Sports-Prototype Championship, All Japan Sports Prototype Car Endurance Championship, Japońskiej Formuły 3, Japanese Touring Car Championship, Formuły 3000, Asia-Pacific Touring Car Championship, Fuji Long Distance Series LD-1, All Japan Sports Prototype Car Endurance Championship, 24-godzinnego wyścigu Le Mans, Japońskiej Formuły 3000, Formuły 3  Fuji Cup, Sportscar World Championship, Global GT Championship, South American Supertouring Championship, FIA GT Championship oraz Stock Car Brasil.
W Formule 3000 Brazylijczyk wystartował podczas belgijskiej rundy sezonu 1988 z brytyjską ekipą Madgwick International. Ukończył wyścig na ósmym miejscu.